# Хамхоев, Альберт Адамович
Альберт Адамович Хамхоев (род. 12 декабря 1992, Грозный) — российский боксёр-профессионал ингушского происхождения, выступающий в первой средней весовой категории. Чемпион России среди профессионалов в среднем весе с 2021 года.

## Биография
Родился 12 декабря 1992 года в Грозном. Закончил юридический факультет Ингушского государственного университета и факультет экономики и международных отношений Южного федерального университета в Ростове-на-Дону.
Победитель первенств России среди юношей и юниоров. Победитель и призёр ряда всероссийских и международных турниров. Мастер спорта России международного класса по боксу (2020). Тренер — Иса Беков.
В 2016—2017 годах Альберт был членом сборной России по боксу. В 2017 году участвовал в чемпионате России среди любителей. Всего за любительскую карьеру провёл около 340 боев, одержав более 300 побед.
В 2019 году дебютировал в профессиональном боксе.
1 апреля 2021 года в своём пятом профессиональном бою Хамхоев завоевал вакантный пояс чемпиона России в среднем весе (69,9 кг), победив Александра Елизарова. Позже побеждал Джона Бопапе, Дмитрия Михайленко и других боксёров.